# Eucelatoria elongata
Eucelatoria elongata är en tvåvingeart som först beskrevs av Wulp 1890.  Eucelatoria elongata ingår i släktet Eucelatoria och familjen parasitflugor.
Artens utbredningsområde är Costa Rica. Inga underarter finns listade i Catalogue of Life.